# ジュール・グレゴリー・チャーニー
ジュール・グレゴリー・チャーニー（Jule Gregory Charney、1917年1月1日 - 1981年6月16日）は、アメリカ合衆国の気象学者・海洋学者。

## 人物
ロシア移民の子としてサンフランシスコに生まれ、1938年にカリフォルニア大学数学物理学科を卒業。シカゴ大学・オスロ大学の研究員を経て、1948年プリンストン高等研究所の研究員に就任。数学者フォン・ノイマンの協力の下に、気象力学の基礎方程式をコンピュータを使って解く方法を発展させ、今日のいわゆる数値予報業務の基礎を作り上げた。1947年に発表した論文『傾圧不安定波の力学』と翌年発表した『大規模な大気運動のスケール・アナリシス』は、数値予報の基礎となり、49年には世界で初めて数値予報に成功している。1956年からはマサチューセッツ工科大学の気象学教授を務めた。
また、アメリカ海洋気象庁の地球流体研究所の創設、地球大気開発計画（GARP）など、大気物理学の発展にも尽くし、海洋学者としても湾流・赤道潜流の研究にすぐれた業績を残している。欧米の研究機関からも数多くの賞を受けている。日本の気象学者に与えた影響も大きい。

## 受賞歴
- 第1回WMO賞
- 1961年 サイモンズ・ゴールドメダル
- 1964年 カール＝グスタフ・ロスビー研究賞
- 1971年 国際気象機関賞
- 1976年 ウィリアム・ボウイ・メダル